# Larry Aronsen
Larry Aronsen (właściwie Lawrence Aronsen) – kanadyjski historyk, prof. na Uniwersytecie Alberty. Specjalizuje się w historii XX wieku.
Ukończył studia na University of British Columbia i Uniwersytecie Simona Frasera. Stopień doktora uzyskał na Uniwersytecie w Toronto.
Publikował m.in. na łamach "The American Review of Canadian Studies", "Canadian Review of American Studies" i "International History Review".

## Książki
- The Origins of the Cold War in Comparative Perspective: American,British, and Canadian Relations with the Soviet Union, 1941-1948 (współautor: Martin Kitchen) Macmillan, 1988
- American National Security and Economic Relations with Canada, 1945-1954 (Praeger Press, 1997)
- City of Love and Revolution Vancouver in the Sixties (New Star Books, 2010)